# Kopačkata
Kopačkata ili Kopačka (makedonski: kопачка) je dinamično tradicionalno makedonsko kolo koje se pleše u regiji Pijanec, gorju na istoku Makedonije.
Kopačkatu obično izvode najbolji muški plesači u selu na svadbama, javnim okupljanjima i vjerskim praznicima. Ples se izvodi u polukrugu u pratnji bubnjara, violine, a ponekad i tambura lutnje ili gajdi. Ključne uloge su plesni vođa koji inicira ples, posljednji plesač i srednji plesač koji djeluje kao središte koje balansira lijevu i desnu stranu polukruga. Tijekom plesa, plesači drže jedni druge za pojaseve ukrižanim rukama, kako bi se osigurala stabilnost dok njihovi pokreti oživljavaju. Ples počinje polaganim pokretom hoda, a zatim se mijenja u brze i kratke korake, nakon čega slijedi brži korak i lupanje stopalima. Kopačkata ima brz tempo s brzim pokretima u pola metra, s opsežnim skakanjem, bočnim pokretima i nožnim škaricama. Plesni ritam je 2/4.
Nacionalna folklorna skupina Tanec je naučila ovaj ples od lokalnih plesača. Izvorno se zvao sitnata (cитната), ali ga je Tanec nazvao „kopačka” i kako je postao slavan pod ovim imenom, i lokalni plesači su prihvatili ovaj naziv, pa i za svoj folklorni ansambl. Ples se temelji na kombinaciji dvije pjesme, Dimna Juda za hodajući dio i Derviško Dušo (Viško) za brži dio plesa.
Mlađi plesači uče tako što uzmu zadnje mjesto u polukrugu, i približavaju se naprijed kako njihova vještina napreduje. Za lokalnu publiku u selu kopačkata je simbol kulturnog identiteta, ne samo zajednice sela Dramče, već i šire regije Pijanec.
Zbog toga je kopačkata iz sela Dramče upisana na popis nematerijalne svjetske baštine 2014. godine.

## Vanjske poveznice
- Kopačka/Kopačkata, Tanzrichtung, Folkloretanz: Einsichten und Ansichten, 27. svibnja 2016. (njem.)
- Video kopačke u izvedbi skupine Tanec YouTube
- Kopachkata, Anastasov Kircho, 2014 (video) 9:58 min (engl.)